# Розовский поселковый совет (Розовский район)
Розовский поселковый совет (укр. Розівська селищна рада) — входит в состав
Розовского района
Запорожской области
Украины.
Административный центр поселкового совета находится в 
пгт Розовка.

## Населённые пункты совета
- пгт Розовка
- с. Луганское
- с. Першотравневое